# 蒲慕明
蒲慕明（1948年10月31日—），广东省梅州市大埔县人，生于南京，中國神经生物学家，中央研究院院士，美国科学院外籍院士，中国科学院院士，现任中国科学院神经科学研究所所长

，美国加州大学伯克利分校Paul Licht杰出生物学讲座教授。

## 生平
- 1970年获得國立清华大学学士学位；
- 1974年获得美国约翰霍普金斯大学生物物理系博士学位；
- 1981年，以美国加州大学尔湾分校生理系副教授身份首次回到中国大陆，为学校和北京医学院联合开办的细胞生理讲习班授课[1]；
- 2000年当选为中央研究院院士；
- 2003年获巴黎高等师范学校荣誉博士学位；
- 2009年当选为美国国家科学院院士[5]，2017年[1]更改國籍為中华人民共和国国籍后，转为美国国家科学院外籍院士；
- 2011年当选为中国科学院外籍院士[6]，恢复中华人民共和国国籍后，转为中国科学院院士。

## 家庭
父親蒲良梢曾任台灣航空工業發展中心副主任，逢甲大學航空工程學系系主任。前妻胡文真是美国得克萨斯州安德森癌症醫學中心的腫瘤科教授，长女蒲艾真是社会活动家，2012年時代百大人物，次女蒲婷从事影片编辑行业。现妻子丹扬为神经科学家，美国国家科学院院士。

## 外部連結
| 學術機關職務 | 學術機關職務                          | 學術機關職務 |
| ------------ | ------------------------------------- | ------------ |
| 新頭銜       | 中国科学院神经科学研究所所长 1999年－ | 現任         |